# Roy Acuff
Roy Claxton Acuff, född 15 september 1903 i Maynardville, Tennessee, död 23 november 1992 i Nashville, Tennessee, var en amerikansk countrymusiker och republikansk politiker. Han har kallats "The King of Country Music".

## Countrymusiker
Acuff startade sin musikkarriär 1932 med bandet Tennesse Crackerjacks som fick stor uppmärksamhet under 1930 och 40-talen. 1938 uppträdde han för första gången på Grand Ole Opry i Nashville. Han var den första levande artist som blev invald i Country Music Hall of Fame, året var 1962.

## Republikansk politiker
Acuff var republikanernas kandidat i 1944 och 1948 års guvernörsval i Tennessee. Han förlorade båda gångerna, först mot kongressledamoten Jim Nance McCord och sedan mot tidigare guvernören Gordon Browning. Acuff stödde i republikanernas primärval inför 1970 års senatsval sin vän Tex Ritter som förlorade mot Bill Brock.

## Diskografi (urval)
Album
- All Time Greatest Hits / King Of Country Music (1962)
- Star Of The Grand Ole Opry (1963)
- Country Music Hall Of Fame (1964)
- Wabash Cannonball (1965)
- Great Train Songs (1965)
- Roy Acuff And The Smokey Mountain (1966)
- Roy Acuff Sings Hank Williams (1966)
- Roy Acuff (1966)
- Roy Acuff Sings Famous Opry Favorites (1967)
- A Living Legend (1968)
- Country (1970)
- Why Is Roy Acuff (1972)
- Back In The Country (1974)
- Smoky Mountain Memories (1975)
- Columbia Historic Edition (1985
- I Like Mountain Music (1988)

Singlar
- "Ten Little Numbers" / "My Tears Don't Show" (1952)
- "Whoa Mule" / "Rushing Around" (1954)
- "Wabash Cannon Ball" / "The Precious Jewel" (1955)
- "Don't Judge Your Neighbor" / "The Thief Upon The Tree" (1955)
- "Goodbye Mr. Brown" / "Mother Hold Me Tight" (1956) (med Kitty Wells)
- "I Like Mountain Music" / "It's Hard To Love" (1957)
- "Wabash Cannonball" / "The Great Speckled Bird" (1964)
- "Fireball Mail" / "Roof Top Lullaby" (1975)
- "Fireball Mail" / "The Stage" (1982) (med Boxcar Willie)